# Almu
Almu est une ville de l'ouest de l'Éthiopie, située dans le woreda spécial de Pawe de la région Benishangul-Gumaz.

## Démographie
Selon les données de le Central Statistical Agency (CSA), en 2005 la population d'Almu est de 3 419 habitants dont 1 702 hommes et 1 717 femmes.   
Le recensement national de 1994 chiffre la population totale à 1 987 habitants dont 985 hommes et 1 002 femmes. Les cinq principaux groupes ethniques d'Almu sont: les Amharas (73,3 %), les Agäw (13 %), les Tigrés (5,6 %), les Oromos (3,3 %) et les Hadiyas (1,4 %). L'amharique est la langue la plus parlée (77 %). 1 800 habitants se disent membres de l'Église éthiopienne orthodoxe, 135 sont musulmans, et 49 se disent protestants. Le CSA classe Modèle:Formanum:1192 de ces habitants comme appartenant à la population active, 133 d'entre eux étant au chômage.
Des 598 foyers de la ville, 481 sont permanents et 105 « improvisés » (définis par le CSA comme une « structure construite avec des matériaux divers ») avec une moyenne de 3,2 personnes par foyer. En ce qui concerne l'eau courante et les sanitaires, 117 foyers possèdent l'eau courante et 457 l'obtiennent d'une source extérieure commune ; 94 n'ont pas de toilettes tandis que 133 foyers disposent de toilettes privées et 332 ont à leur disposition des toilettes publiques. L'éclairage est fourni pour 547 foyers par l'électricité et pour 43 par des lampes à pétrole. 